# 소령황후
소령황후(昭靈皇后, 생몰년 미상)는 한나라 추존 태상황(太上皇) 유태공(劉太公, ? ~ 기원전 197년)의 부인이며, 한나라 태조 고황제 유방(太祖 高皇帝 劉邦, 기원전 247년 ~ 기원전 195년)의 어머니이다. 사적에서는 유온(劉媼)이라고도 칭하며, 일설에 의하면 이름은 왕함시(王含始)이다. 생몰년은 불분명하다.
유방이 한나라 황제 즉위 후, 모친을 소령부인(昭靈夫人)으로 추존하였다가, 고제 7년(기원전 200년)에 소령황후(昭靈皇后)로 개칭하였다.